# Піонерский Табір «Дружба»
Піонерский Табір «Дружба» (рос. Пионерский Лагерь «Дружба») — населений пункт в Кімрському районі Тверської області Російської Федерації.
Населення становить 0 осіб. Входить до складу муніципального утворення Федоровське сільське поселення.

## Історія
Від 2005 року входить до складу муніципального утворення Федоровське сільське поселення.

## Населення
| 2010 |
| ---- |
| 0    |